# Tafilalt

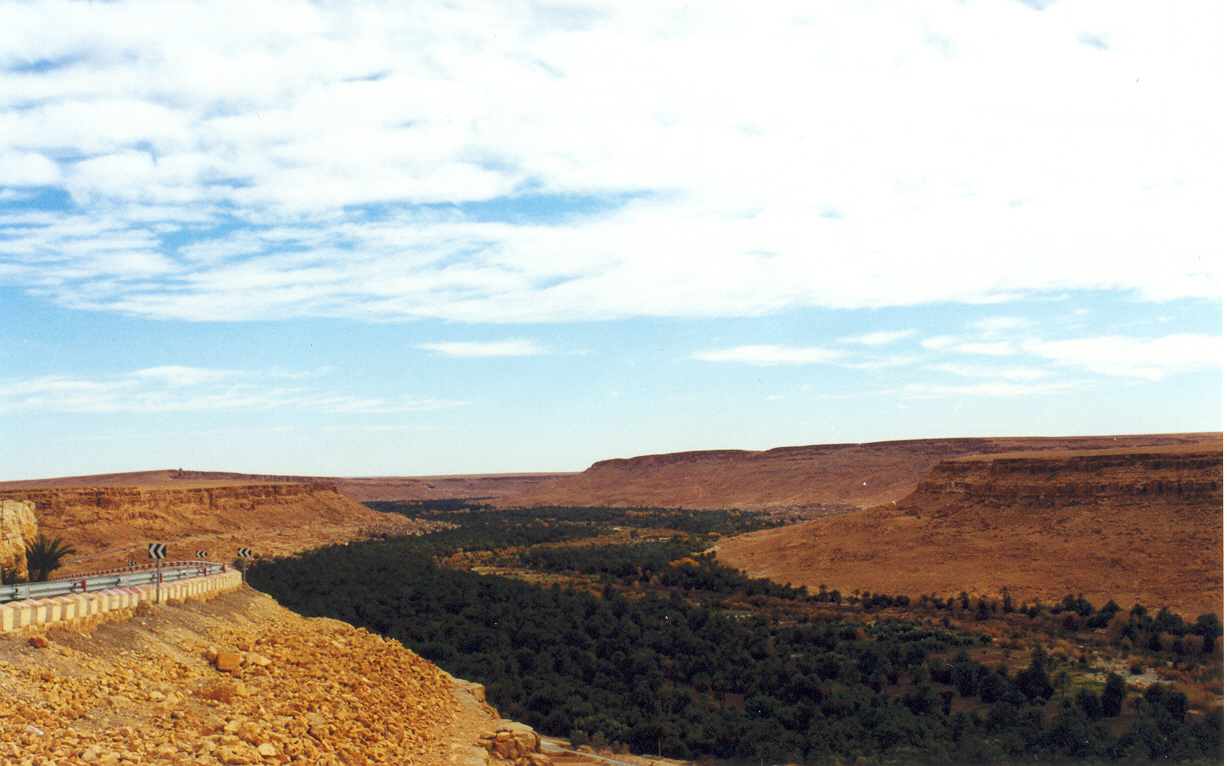
De Tafilalt nabij de stad Rissani

De Tafilalt of Tafilalet is een oase en een landstreek in het Marokkaanse deel van de Sahara. Het wordt tevens beschouwd als een van de grootste oases ter wereld. De Tafilalt ligt aan weerszijden van de rivier de Ziz, ten zuiden van de stad Errachidia.
De Tafilalt staat onder meer bekend vanwege de dadels die er worden verbouwd. De stichter van de Alaoui, de dynastie die sinds 1666 over Marokko regeert, kon zijn clan mede dankzij verdiensten met dadels tot prominentie verheffen. In de oase werden in de veertiende eeuw enkele honderden qanats gebouwd, lokaal bekend als khettara. Deze aquaducten dienden voor de aanvoer van water naar de dorpen en akkers. Na de aanleg van een stuwmeer in de Ziz in de jaren zeventig, ging de opbrengst van de khettara's sterk achteruit.
In de oase ligt de ruïnestad Sijilmasa, die naar verluidt in 757 werd gesticht op de karavaanroute van Tanger naar de Niger.